# Мейер, Элен
Элен Мейер (нидерл. Elien Meijer, род. 25 января 1970) — голландская спортсменка, гребчиха, призёр кубка мира по академической гребле, а также Летних Олимпийских игр 2000 года.

## Биография
Элен Мейер родилась 25 января 1970 года в нидерландском городе Утрехте. Тренировалась в клубе « A.U.S.R. Orca», (Утрехт). Профессиональную карьеру гребца начала с 1994 года.
Первые профессиональные соревнования на международной арене в которых Мейер приняла участие был чемпионат мира по академической гребле 1994 года в Индианаполисе, США (1994 WORLD ROWING CHAMPIONSHIPS). В финале заплыва восьмёрок с рулевой голландская команда гребцов с результатом 06:10.000 заняла 4 место, уступив соперницам из Румынии (06:08.550 — 3е место), США (06:08.240 — 2е место) и Германии (06:07.420 — 1е место).
Во время III этапа кубка мира по академической гребле 1999 года (1999 WORLD ROWING CUP III) в швейцарской Люцерне, Майер участвовала в составе голландской восьмёрки с рулевой. Её команда с результатом 06:04.200 финишировала второй, уступив первенство соперницам из Румынии (06:01.900 — 1е место).
На Летних Олимпийских играх 2000 года в Сиднее команда Майер финишировала второй и выиграла серебряные медали заплыва восьмерок с рулевой. С результатом 06:09.390 голландские гребцы уступили первенство соперницам из Румынии (06:06.440 — 1е место), но обогнали канадок (06:11.580 — 3е место).